# Chiesa di San Paolo dentro le Mura
La chiesa di San Paolo dentro le Mura (in inglese St. Paul Within the Walls) è una chiesa anglicana di Roma, nel rione Castro Pretorio, in via Nazionale. È una chiesa episcopale d’America, la prima non cattolica costruita a Roma dopo l'Unità d'Italia.

## Storia e descrizione

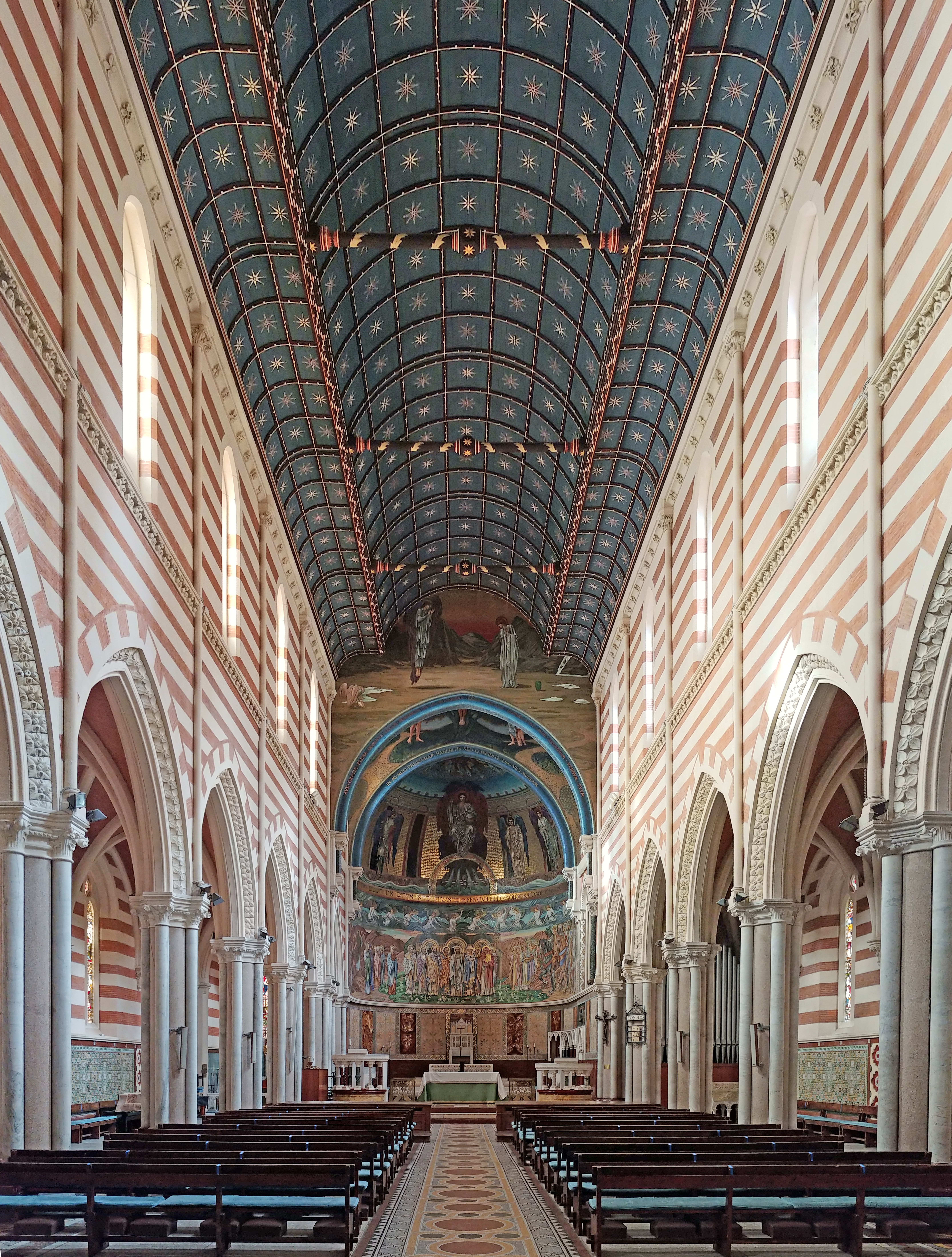
Interno

Fu il reverendo Robert J. Nevin che, dopo aver comprato il terreno ed ottenute dal Governo italiano le necessarie autorizzazioni, fece costruire l'edificio dall'architetto inglese George Edmond Street come luogo di culto della comunità episcopaliana americana che, fino a quel momento, soleva riunirsi nella sede della Legazione americana presso la corte pontificia.
La chiesa fu edificata dal 1873 al 1880 in stile neoromanico-neogotico, caratterizzata esternamente da mattoni rossi di provenienza senese che si alternano al travertino. Nella facciata si trova un rosone con simboli degli Evangelisti. Il campanile ospita un concerto di 23 campane in Sol3 calante, fuso nel 1876 dal belga Lovanii Severinus. L'interno si presenta a tre navate; vi spiccano in modo particolare le vetrate con storie della vita del santo, ed i mosaici dell'abside, realizzati su disegni di Edward Burne-Jones, che raffigurano scene tratte dall'Apocalisse dell'evangelista Giovanni; nel catino, vi è Cristo in trono nella Gerusalemme celeste: Cristo è fiancheggiato da cinque arcangeli, da sinistra a destra: Uriele tiene il sole; Michele è una figura gloriosa in armatura; Gabriele porta il giglio dell'Annunciazione; Chemuel, l'angelo del Sangreal, tiene nella mano sinistra la coppa sacra; e Zophiel, tiene la luna.
Sempre nell'abside sono raffigurati, in mosaico, alcuni Padri della Chiesa; la cosa curiosa è che alcuni personaggi dell'Ottocento hanno "prestato" il volto per la loro realizzazione: così sant'Andrea ha il volto di Abraham Lincoln, san Giacomo quello di Giuseppe Garibaldi, san Patrizio quello del generale Grant, protagonista della Guerra di Secessione americana.
Lo stesso architetto progetterà l'altra chiesa anglicana di Roma, la chiesa di Ognissanti, per i fedeli britannici.
Nella chiesa si trova l'organo a canne Mascioni opus 833, costruito nel 1962; a trasmissione elettrica, dispone di 41 registri su tre manuali e pedale. Sostituisce uno strumento precedente costruito nel 1878 dalla ditta statunitense Hilborne L. Roosevelt (opus 39) e trasferito nella chiesa cattolica di Gesù Bambino a Sacco Pastore, dove si trova tuttora, e ivi più volte modificato e ampliato.